# Higashinada-ku (Kobe)
Higashinada (東灘区, Higashinada-ku) est un des neuf arrondissements de Kobe au Japon. Sa superficie est de 30,36 km2 et sa population est de 212 111 habitants en 2008.
La plus grande région productrice de saké du Japon est située à Nada-ku, Higashinada-ku et Nishinomiya. Elle est surnommée Nada-Gogō (en) (« les cinq de Nada »), car elle est divisée en cinq zones, dont Mikage-gō et Uozaki-gō à Higashinada-ku.

## Universités
- Kobe Pharmaceutical University
- Konan Women's University
- Mukogawa Women's University